# تبديل القدرة الكهربائية

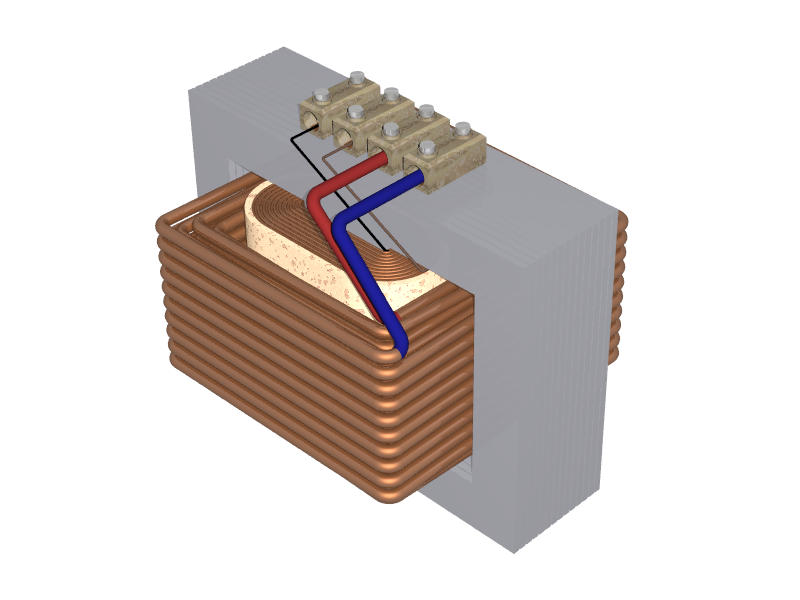

في الهندسة الكهربائية، تبديل أو تغيير أو تحويل القدرة الكهربائية هو عملية تبديل القدرة الكهربائية من هيئة إلى هيئة أخرى. مثل التبديل من التيار المستمر DC إلى التيار المتناوب AC، أو تغيير قيمة الجهد والتردد فقط. ويستخدم لهذا الغرض مبدل القدرة، وهو جهاز كهربائي أو ميكانيكي وكهربائي. ويمكن أن يكون بسيط مثل مبدلات AC التي تستخدم لتغيير قيمة الجهد ويمكن أن تكون أكثر تعقيدا.
ويمكن أن يشير هذا المصطلح أيضا إلى الأجهزة الكهربية المستخدمة في تغيير تردد التيار المتناوب إلى تردد آخر .
وهناك أيضا أجهزة وطرق مصممة للتبديل بين أنظمة الطاقة سواء كانت آحادية الوجة أو ثلاثية الأوجه .
وتختلف قيمة التردد القياسي من بلد إلى بلد آخر . وأحيانا داخل البلد الواحد .
في أمريكا الشمالية، وشمال أمريكا الجنوبية كما في اليابان، عادة ما يكون التردد 60 HZ . ولكن في أغلب دول العالم الآخرى يكون التردد 50 Hz وعادة ما تعمل الطائرات على تردد 400 HZ , ولذلك تبديل القدرة من ( 50 / 60 ) إلى 400 HZ مهم لتشغيل الطائرة .
وهناك بعض الدوائر المتخصصه لذلك مثل مبدل flyback .
وعادة ما تحتوي الأجهزة الإستهلاكية على مبدل تيار متناوب، لتبديل التيار الكهربائي المتناوب إلى تيار كهربائي مستمر منخفض الجهد مناسب للاستخدام.